# Мелу, Леопольдо Таварес да Кунья
Леопольдо Таварес да Кунья Мелу (порт. Leopoldo Tavares da Cunha Melo; 10 декабря 1891, Кабу-ди-Санту-Агостинью, Пернамбуку — 18 января 1962, Рио-де-Жанейро) — бразильский юрист и политик; сенатор в Эру Варгаса, в 1935—1937 годах.

## Биография
Леопольдо Мелу родился 10 декабря 1891 года в муниципалитете Кабу-ди-Санту-Агостинью в штате Пернамбуку в семье судьи; окончил юридический факультет Университета Пернамбуку (UFPE) в 1909 году. Работал помощником аудитора в военном министерстве, а затем был назначен муниципальным судьей в штате Амазонас. В 1927 году переехал в столицу, в Рио-де-Жанейро, где открыл собственную юридическую фирму.
Мелу одержал победу на выборах в Сенат Бразилии, проходивших в 1934 году по новой (третьей) конституции: стал одним из двух сенатором от северо-западного штата Амазонас. Будучи избранным на восьмилетний срок в 37-й созыв бразильского сената, занимал свой пост неполные три года, с 1935 по 1937 год — поскольку в ноябре 1937 года президент Жетулиу Варгас организовал государственный переворот и основал централизованное государство Эстадо Ново (Estado Novo).
Леопольдо Мелу был переизбран в сенат от штата в Амазонас на выборах, проходивших в 1954 году; состоял в Бразильской рабочей (трабальистской) партии (PTB) и являлся членом высшего совета Бразильской ассоциации адвокатов (OAB). Скончался в Рио-де-Жанейро 18 января 1962 года, оставаясь сенатором.